# Le Près-la-Rose
Le Près-la-Rose est un grand parc naturel et scientifique de Montbéliard arboré de 10 hectares et fleuri où cohabitent plus de 100 essences différentes. Il est situé sur une presqu'île, enserré entre l'Allan et le Canal du Rhône au Rhin et constitue un « poumon vert » au centre de la ville.

## Histoire
Son étymologie vient de ce que cet endroit était près de la raisse (ou de la raze), nom qui désigne en franc-comtois une scierie. Ce nom désignait donc les terrains à proximité (près) de la scierie. Par défaut d'écriture, cette appellation a donné « Près-la-Rose » . En 1597, une scierie ainsi qu'une papeterie furent construites par l'imprimeur Jacques Foillet. Par la suite, le site accueillera une fonderie entre 1793 et 1968. Laissé à l'abandon, la mairie décide d'en faire un parc à vocation scientifique et l'ouverture au public a lieu en 1994.
Il est souvent orthographié Pré la Rose par erreur.

## Points d’intérêt du Parc

### Le Pavillon des sciences
Le Pavillon des sciences (Centre de culture scientifique, technique et industrielle), situé dans le cadre du parc, est une structure permettant la vulgarisation scientifique à direction du grand public. Il propose notamment des expositions dans ses bâtiments et des animations sur le site.

### Animations scientifiques

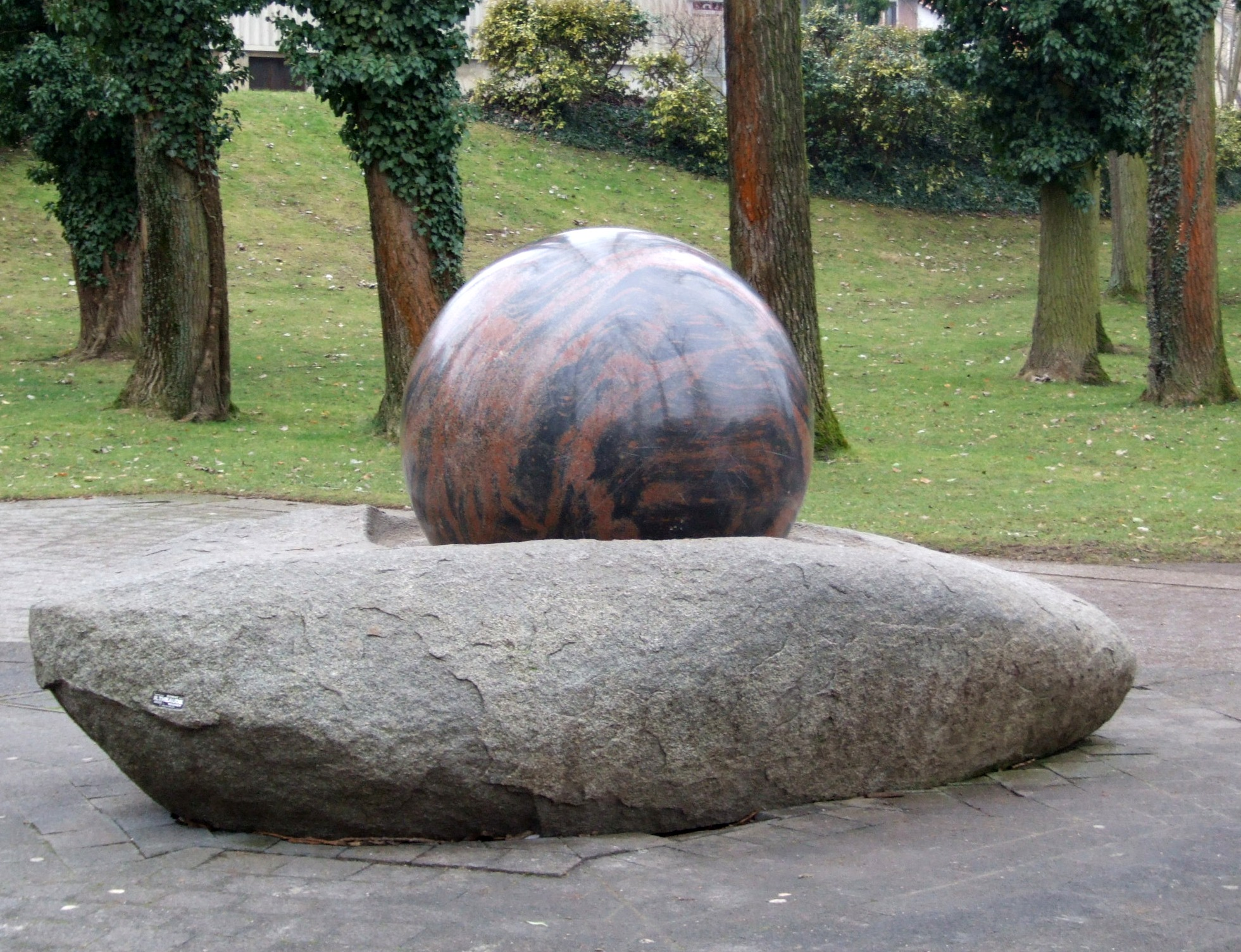
Parc scientifique du Près-la-Rose - Fontaine Galilée

Le parc est jalonné de points d'intérêts scientifiques parmi lesquels :

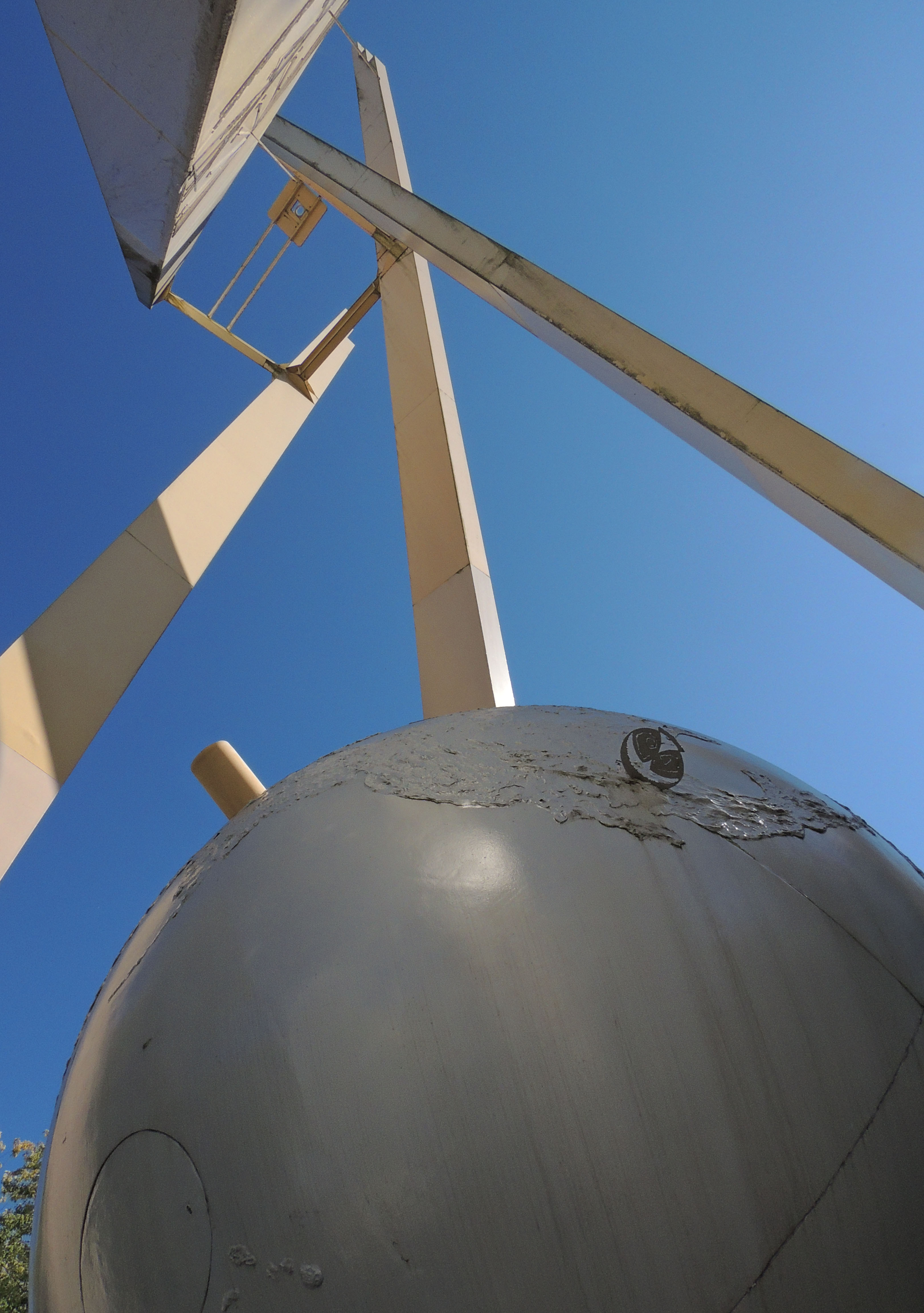
Sphère du vaisseau archipel

- le vaisseau archipel, une structure de 40 m de hauteur créée par Jean-Marc Becker et constituant une méridienne géante (une des plus grandes d'Europe) permettant d'observer le passage du Soleil au plus haut dans le ciel (au méridien)[3] ;
- un pendule de Foucault ;
- la fontaine de Galilée, une fontaine avec une boule de granite de près d'une tonne pouvant être mise en mouvement à la main ;
- des cadrans solaires ;
- des sculptures géantes d'insectes...

### Activités

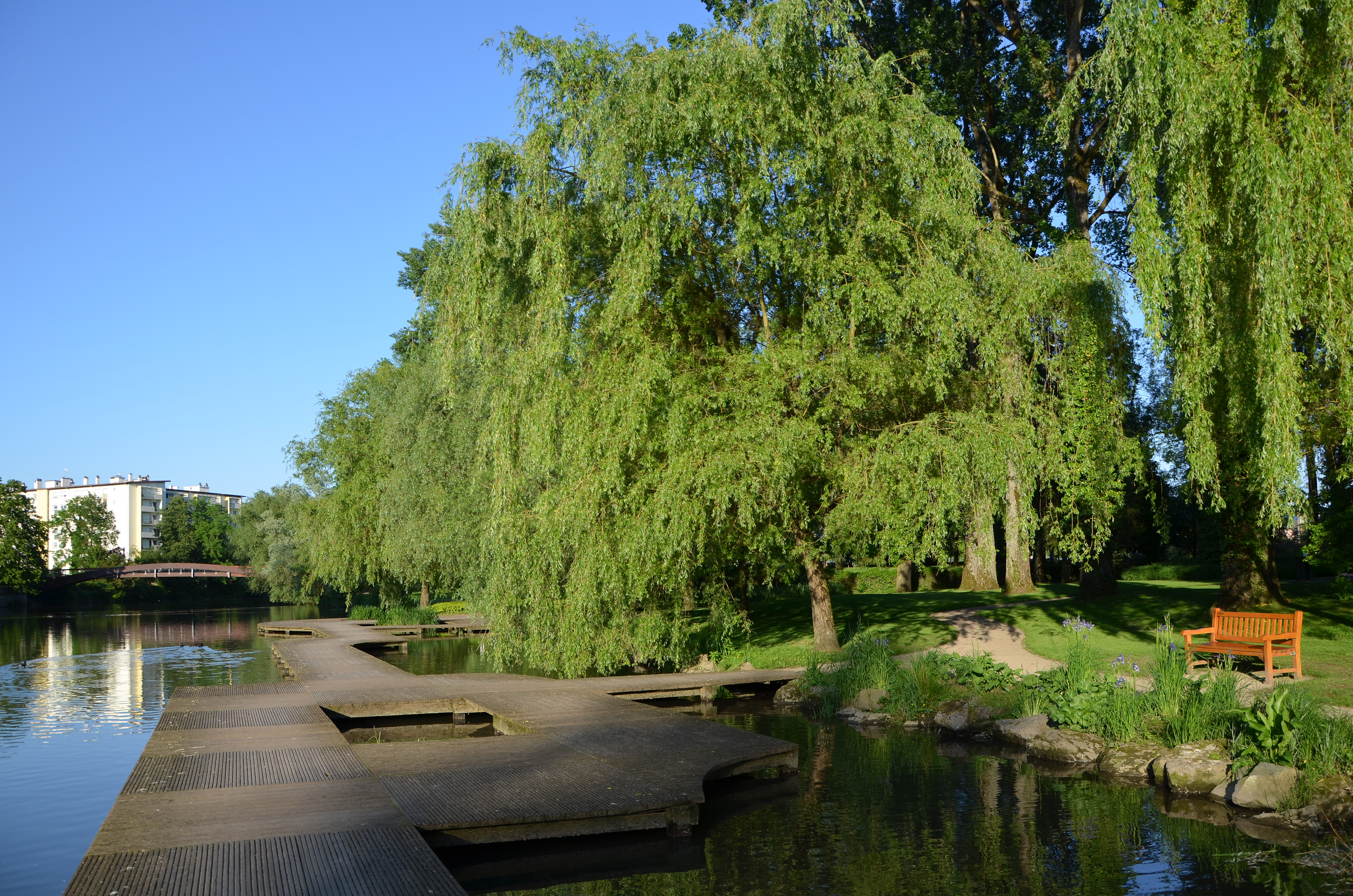
Le parc se situe au bord de l'Allan.

Il est possible de se promener et flâner sur les bords de l'Allan ou du Canal du Rhône au Rhin, l'ancien chemin de halage en bordure du parc constituant également un maillon de la piste cyclable EuroVelo 6 (appelé aussi à cet endroit Coulée Verte), ou se perdre dans le labyrinthe végétal de 5 000 m2. On peut aussi y pratiquer le sport, avec un skate park. 
C'est un lieu où les gens aiment se promener, beaucoup de jeunes mariés viennent s'y faire photographier.

## Extension
L'agglomération du pays de Montbéliard a inauguré en 2014, lors de la 23e édition de la Fête de la science, le nouveau parc de l'Île en Mouvement, prolongement du Près-la-Rose sur la presqu'île. Ce parc de 8 ha comporte plusieurs séquences découverte (les sens, le corps, le mouvement et le déplacement), associées à des jeux destinés aux enfants.